# Mohamed Fardj
Mohamed Fardj (ur. 19 lipca 1998) – algierski zapaśnik walczący w stylu wolnym. Zajął piętnaste miejsce na mistrzostwach świata w 2019. Brązowy medalista igrzysk afrykańskich w 2019. Mistrz Afryki w 2020 i 2022; trzeci w 2019. Ósmy na igrzyskach wojskowych w 2019. 
Szósty na igrzyskach śródziemnomorskich w 2022. Złoty medalista mistrzostw śródziemnomorskich w 2018. Mistrz Afryki juniorów w 2017 i 2018 roku.